# 石門寺摩崖造像
石門寺摩崖造像位於四川省巴中市巴州區，文物遺址年代判定為唐代。2007年6月1日公佈為四川省第七批文物保護單位
，2019年10月7日公布为第八批全国重点文物保护单位。